# Pomfret (Connecticut)
Pomfret – miasto w Stanach Zjednoczonych, w stanie Connecticut, w hrabstwie Windham.